# La Chavatte
La Chavatte – miejscowość i gmina we Francji, w regionie Hauts-de-France, w departamencie Somma.
Według danych na rok 1990 gminę zamieszkiwało 40 osób, a gęstość zaludnienia wynosiła 21 osób/km² (wśród 2293 gmin Pikardii La Chavatte plasuje się na 957. miejscu pod względem liczby ludności, natomiast pod względem powierzchni na miejscu 1127.).